# Heteresmia
Heteresmia is een kevergeslacht uit de familie van de boktorren (Cerambycidae). De wetenschappelijke naam van het geslacht werd voor het eerst geldig gepubliceerd in 2005 door Monné.

## Soorten
Heteresmia omvat de volgende soorten:
- Heteresmia spissicornis (Fabricius, 1801)
- Heteresmia turbata (Pascoe, 1859)